# John Lloyd
 John Lloyd (Leigh-on-Sea, 27 de Agosto de 1954) é um ex-tenista profissional inglês, que foi finalista da chave de simples do Australian Open e hoje trabalha como comentarista de TV. Durante sua carreira, ainda conquistou três títulos e um vice de Grand Slam nas duplas mistas. Foi casado com a ex-tenista profissional Chris Evert. 

## Grand Slam finais

### Simples (1 vice)
| Ano  | Campeonato                 | Oponente         | Placar                       |
| 1977 | Australian Open (Dezembro) | Vitas Gerulaitis | 6–3, 7–6(7–1), 5–7, 3–6, 6–2 |

### Duplas Mistas (4)

#### Títulos (3)
| Ano  | Campeonato    | Parceira       | Oponentes                     | Placar                  |
| 1982 | Roland Garros | Wendy Turnbull | Cláudia Monteiro Cássio Motta | 6–2, 7–6                |
| 1983 | Wimbledon     | Wendy Turnbull | Billie Jean King Steve Denton | 6–7(5–7), 7–6(7–5), 7–5 |
| 1984 | Wimbledon (2) | Wendy Turnbull | Kathy Jordan Steve Denton     | 6–3, 6–3                |

#### Vice (1)
| Ano  | Campeonato | Parceira       | Oponentes               | Placar        |
| 1982 | Wimbledon  | Wendy Turnbull | Anne Smith Kevin Curren | 2–6, 6–3, 7–5 |